# Gyeongjong de Joseon
Gyeongjong (n. 28 octombrie 1688, Seul, Dinastia Joseon – d. 25 august 1724, Seul, Dinastia Joseon), r. 1720-1724, a fost al 20-lea rege al Dinastiei Joseon din Coreea. A fost fiul Regelui Sukjong cu Doamna Hee-bin din clanul Jang. 
În 1690, desemnarea ca moștenitor al tronului a lui Gyeongjong a fost făcută după o luptă între facțiunea Noron, ce îl susținea pe fratele său vitreg, Prințul Yeoning, și facțiunea Soron, ce îl susținea pe Gyeongjong de Joseon. Datorită acestei lupte, savanții Soron erau ținuți departe de putere și conflictele între facțiuni au atins un punct culminant în timpul domniei lui Gyeongjong.
După moartea sa, Gyeongjong a fost îngropat în mormântul Uireung din Seokgwan-dong, Seongbuk-gu, Seul. Cronicile din timpul domniei Gyeongjong au fost publicate sub domnia lui Yeongjo din 1732. 

## Familie
- Tata: Regele Sukjong (숙종)
- Mama: Nobila Consoarta Regala Hee din clanul Indong Jang (희빈 장씨)
- Consoarte[2]:
  - Regina Danui din clanul Cheongsong Shim (단의왕후 심씨, 11 Iulie 1686 – 8 Martie 1718)[3]
  - Regina Seonui din clanul Hamjong Eo (선의왕후 어씨, 14 Decembrie 1705 – 12 August 1730)[4]
- Nu a avut urmași